# Kroniki Portowe
Kroniki Portowe – tygodnik informacyjny ukazujący się w Świnoujściu od 12 września 2014. 

## Charakterystyka
Największa gazeta w Świnoujściu z miesięcznym nakładem ca. 24 000 egzemplarzy. Tematyka obejmuje przede wszystkim wydarzenia lokalne, a także dotyczące gospodarki morskiej i historyczne. Gazeta ma standardowo 12 stron, jednak w przeszłości zdarzały się wydania 16, 20 i 24-stronicowe. Wydawcą bezpłatnej gazety jest Red Top Media. Portfolio wydawcy obejmuje tygodnik Kroniki Portowe oraz portal informacyjny swinoujskie.info. Od 2014 redaktorem naczelnym jest Wojciech Basałygo. Autorem szaty graficznej jest rumuński grafik Gabriel Savulescu. Gazeta ukazuje się w każdy piątek.